# Palazzo Miani Coletti Giusti

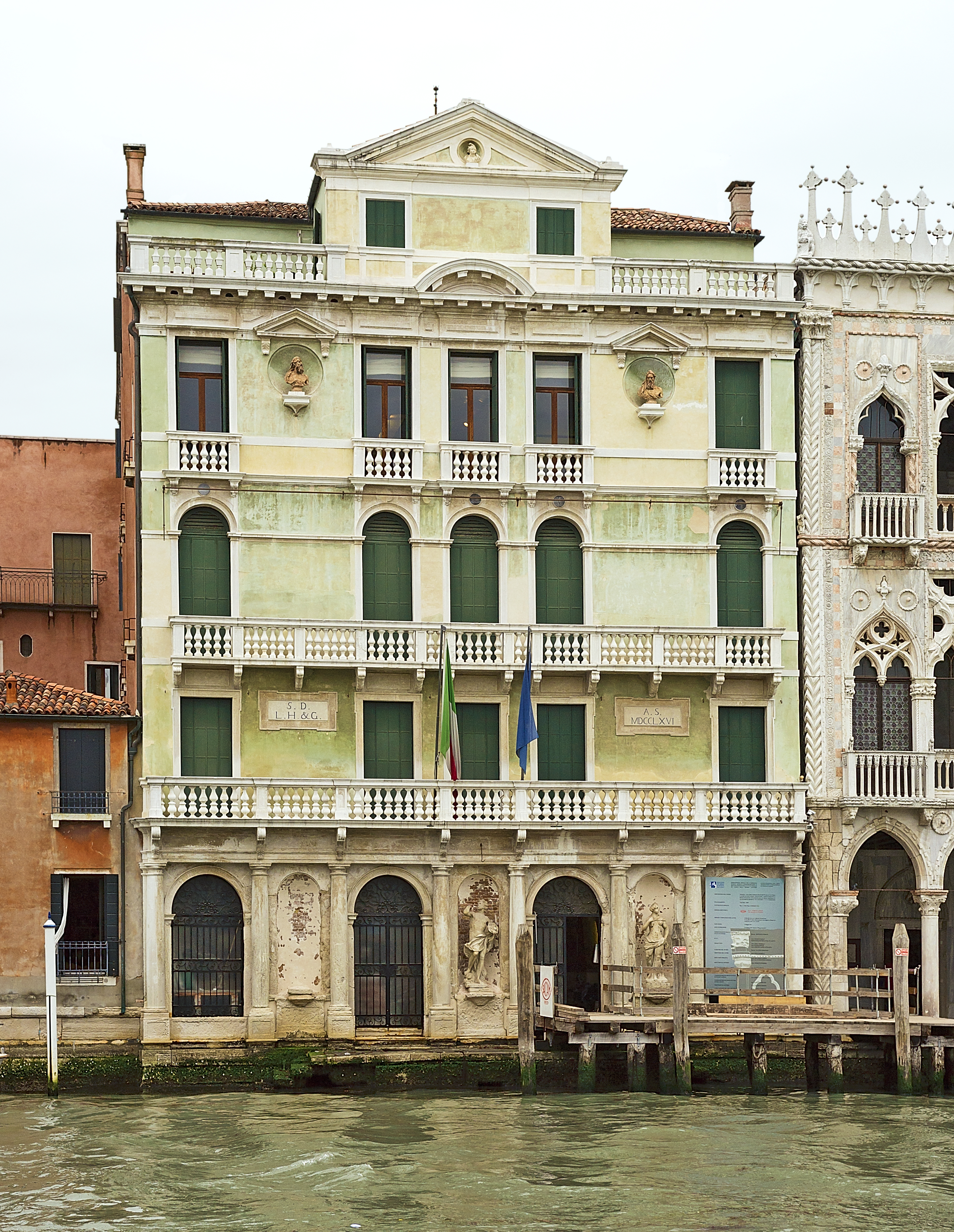
Palazzo Miani Coletti Giusti

Palazzo Miani Coletti Giusti (oft auch einfach Palazzo Giusti genannt) ist ein Palast in Venedig in der italienischen Region Venetien. Er liegt im Sestiere Cannaregio mit Blick auf den Canal Grande zwischen dem Ca’ d’Oro und dem Palazzo Fontana Rezzonico.

## Geschichte
Der Palast wurde, wie auf der Fassade angegeben, im Jahr 1766 errichtet. Er wechselte mehrmals den Besitzer, von den Mianis über die Colettis zu den Giustis. Zusammen mit dem Ca’ d’Oro ist dort heute die Galeria Franchetti untergebracht.

## Beschreibung
Der Palast, ein Werk von Antonio Visentini, hat eine lineare, grünliche Fassade über vier Stockwerke. Besonderheiten sind die vier Portale zum Wasser, die von Halbsäulen im dorischen Stil umgeben und durch drei Nischen mit Statuen damals bekannter Männer getrennt sind. Zahlreiche Einzelfenster umgeben die typischen Mehrfachfenster der Hauptgeschosse (auch wenn der enge Rhythmus der Zusammenstellung nachlässt, so wie der Abstand zwischen den mittleren Einzelfenstern, sodass sie wie ein einziges Mehrfachfenster aussehen). Oben abgeschlossen wird die Fassaden durch ausgeprägtes Kranzgesims mit einer Balustrade und einem Zwerchhaus. An dem Komplex finden sich verschiedene Anspielungen im Stil, den Andrea Palladio förderte. Am dritten Obergeschoss befinden sich zwei überdachte Figurennischen.